# Europees kampioenschap voetbal onder 16 - 1982 (kwalificatie)
Het kwalificatietoernooi voor het Europees kampioenschap voetbal onder 17 voor mannen van 1982 was een toernooi dat duurde van 26 oktober 1980 tot en met 31 maart 1982. Dit toernooi zou bepalen welke 4 landen zich kwalificeerden voor het Europees kampioenschap voetbal mannen onder 16 van 1982.
Er namen 26 landen deel aan dit toernooi. Het bestond uit twee delen, een kwalificatieronde en de kwartfinale. In de kwalificatieronde kwamen een aantal landen bij elkaar in een groep. Ieder landen speelt twee keer tegen ieder ander land uit die groep, een uit- en thuiswedstrijd. De winnaar van de groep kwalificeert zich voor de kwartfinale.

## Gekwalificeerde landen
| Land           | Gekwalificeerd als   | Aantal deelnames |
| -------------- | -------------------- | ---------------- |
| Finland        | Winnaars kwartfinale | Debuut           |
| West-Duitsland | Winnaars kwartfinale | Debuut           |
| Italië         | Winnaars kwartfinale | Debuut           |
| Joegoslavië    | Winnaars kwartfinale | Debuut           |

## Kwalificatieronde

### Groep 1
De wedstrijden werden gespeeld tussen 21 maart en 6 augustus 1981.
| Pos | Team      | Wed | W | G | V | Ptn | DV | DT | +/− | Kwalificatie                   |  | SCO | ISL |
| --- | --------- | --- | - | - | - | --- | -- | -- | --- | ------------------------------ |  | --- | --- |
| 1   | Schotland | 2   | 2 | 0 | 0 | 4   | 7  | 2  | +5  | Geplaatst voor de kwartfinale. |  | —   | 4–1 |
| 2   | IJsland   | 2   | 0 | 0 | 2 | 0   | 2  | 7  | −5  |                                |  | 1–3 | —   |

### Groep 2
De wedstrijden werden gespeeld tussen 26 oktober 1980 en 13 september 1981.
| Pos | Team       | Wed | W | G | V | Ptn | DV | DT | +/− | Kwalificatie                   |     | FIN | SWE | DEN | NOR |
| --- | ---------- | --- | - | - | - | --- | -- | -- | --- | ------------------------------ | --- | --- | --- | --- | --- |
| 1   | Finland    | 6   | 3 | 3 | 0 | 9   | 11 | 5  | +6  | Geplaatst voor de kwartfinale. |     | —   | 0–0 | 2–0 | 3–0 |
| 2   | Zweden     | 6   | 3 | 3 | 0 | 9   | 8  | 2  | +6  |                                |     | 2–2 | —   | 3–0 | 2–0 |
| 3   | Denemarken | 6   | 1 | 3 | 2 | 5   | 6  | 7  | −1  |                                | 1–1 | 0–0 | —   | 1–1 |     |
| 4   | Noorwegen  | 6   | 0 | 1 | 5 | 1   | 3  | 14 | −11 |                                | 2–3 | 0–1 | 0–4 | —   |     |

### Groep 3
De wedstrijden werden gespeeld tussen 31 januari en 9 december 1981.
| Pos | Team           | Wed | W | G | V | Ptn | DV | DT | +/− | Kwalificatie                   |     | FRG | BEL | NED | LUX |
| --- | -------------- | --- | - | - | - | --- | -- | -- | --- | ------------------------------ | --- | --- | --- | --- | --- |
| 1   | West-Duitsland | 6   | 5 | 1 | 0 | 11  | 22 | 1  | +21 | Geplaatst voor de kwartfinale. |     | —   | 3–0 | 4–1 | 7–0 |
| 2   | België         | 6   | 2 | 3 | 1 | 7   | 4  | 5  | −1  |                                |     | 0–0 | —   | 1–1 | 1–0 |
| 3   | Nederland      | 6   | 2 | 2 | 2 | 6   | 13 | 10 | +3  |                                | 0–3 | 1–1 | —   | 8–0 |     |
| 4   | Luxemburg      | 6   | 0 | 0 | 6 | 0   | 1  | 24 | −23 |                                | 0–5 | 0–1 | 1–2 | —   |     |

### Groep 4
De wedstrijden werden gespeeld tussen 30 oktober 1980 en 8 november 1981.
| Pos | Team                           | Wed | W | G | V | Ptn | DV | DT | +/− | Kwalificatie                   |     | GDR | TCH | AUT | POL |
| --- | ------------------------------ | --- | - | - | - | --- | -- | -- | --- | ------------------------------ | --- | --- | --- | --- | --- |
| 1   | Duitse Democratische Republiek | 6   | 3 | 2 | 1 | 8   | 6  | 4  | +2  | Geplaatst voor de kwartfinale. |     | —   | 1–1 | 0–0 | 1–0 |
| 2   | Tsjecho-Slowakije              | 6   | 3 | 2 | 1 | 8   | 11 | 4  | +7  |                                |     | 1–2 | —   | 2–0 | 2–0 |
| 3   | Oostenrijk                     | 6   | 0 | 4 | 2 | 4   | 1  | 4  | −3  |                                | 0–1 | 1–1 | —   | 0–0 |     |
| 4   | Polen                          | 6   | 1 | 2 | 3 | 4   | 2  | 8  | −6  |                                | 2–1 | 0–4 | 0–0 | —   |     |

### Groep 5
De wedstrijden werden gespeeld tussen 27 mei en 25 november 1981.
| Pos | Team        | Wed | W | G | V | Ptn | DV | DT | +/− | Kwalificatie                   |     | URS | HUN | ROU |
| --- | ----------- | --- | - | - | - | --- | -- | -- | --- | ------------------------------ | --- | --- | --- | --- |
| 1   | Sovjet-Unie | 4   | 3 | 0 | 1 | 6   | 12 | 4  | +8  | Geplaatst voor de kwartfinale. |     | —   | 3–0 | 7–2 |
| 2   | Hongarije   | 4   | 3 | 0 | 1 | 6   | 6  | 4  | +2  |                                |     | 2–1 | —   | 3–0 |
| 3   | Roemenië    | 4   | 0 | 0 | 4 | 0   | 2  | 12 | −10 |                                | 0–1 | 0–1 | —   |     |

### Groep 6
De wedstrijden werden gespeeld tussen 28 oktober 1980 en 16 september 1981.
| Pos | Team        | Wed | W | G | V | Ptn | DV | DT | +/− | Kwalificatie                   |     | YUG | GRE | BUL |
| --- | ----------- | --- | - | - | - | --- | -- | -- | --- | ------------------------------ | --- | --- | --- | --- |
| 1   | Joegoslavië | 4   | 2 | 1 | 1 | 5   | 2  | 1  | +1  | Geplaatst voor de kwartfinale. |     | —   | 1–0 | 1–0 |
| 2   | Griekenland | 4   | 2 | 0 | 2 | 4   | 2  | 2  | 0   |                                |     | 1–0 | —   | 1–0 |
| 3   | Bulgarije   | 4   | 1 | 1 | 2 | 3   | 1  | 2  | −1  |                                | 0–0 | 1–0 | —   |     |

### Groep 7
De wedstrijden werden gespeeld tussen 23 december 1980 en 8 december 1981.
| Pos | Team      | Wed | W | G | V | Ptn | DV | DT | +/− | Kwalificatie                   |     | FRA | ESP | POR |
| --- | --------- | --- | - | - | - | --- | -- | -- | --- | ------------------------------ | --- | --- | --- | --- |
| 1   | Frankrijk | 4   | 2 | 1 | 1 | 5   | 5  | 3  | +2  | Geplaatst voor de kwartfinale. |     | —   | 3–1 | 0–0 |
| 2   | Spanje    | 4   | 2 | 0 | 2 | 4   | 8  | 6  | +2  |                                |     | 1–2 | —   | 5–1 |
| 3   | Portugal  | 4   | 1 | 1 | 2 | 3   | 2  | 6  | −4  |                                | 1–0 | 0–1 | —   |     |

### Groep 8
De wedstrijden werden gespeeld tussen 4 maart en 9 december 1981.
| Pos | Team        | Wed | W | G | V | Ptn | DV | DT | +/− | Kwalificatie                   |     | ITA | SUI | MLT |
| --- | ----------- | --- | - | - | - | --- | -- | -- | --- | ------------------------------ | --- | --- | --- | --- |
| 1   | Italië      | 4   | 4 | 0 | 0 | 8   | 19 | 3  | +16 | Geplaatst voor de kwartfinale. |     | —   | 5–1 | 6–0 |
| 2   | Zwitserland | 4   | 2 | 0 | 2 | 4   | 17 | 9  | +8  |                                |     | 2–3 | —   | 8–0 |
| 3   | Malta       | 4   | 0 | 0 | 4 | 0   | 1  | 25 | −24 |                                | 0–5 | 1–6 | —   |     |

## Kwartfinales
| Team 1         | Totaal | Team 2      | Datum, locatie           | 1e wedstrijd | 2e wedstrijd | Datum, locatie                     |
| -------------- | ------ | ----------- | ------------------------ | ------------ | ------------ | ---------------------------------- |
| Finland        | 3–2    | Schotland   | 14 oktober 1981, Lahti   | 1–2          | 2–0          | 28 oktober 1981, Ayr               |
| West-Duitsland | 4–3    | DDR         | 6 maart 1982, Prina      | 1–1          | 3–2          | 17 maart 1982, Kassel              |
| Italië         | 5–2    | Frankrijk   | 10 maart 1982, Martigues | 2–2          | 3–0          | 17 maart 1982, Falconara Marittima |
| Joegoslavië    | 2–2    | Sovjet-Unie | 17 maart 1982, Tasjkent  | 1–1          | 1–1          | 31 maart 1982, Požarevac           |

Jeugd-EK's: onder 21 · onder 19       Jeugd-WK's: onder 20 · onder 17